# Derivat (chimie)
În chimie, un derivat este un compus chimic care a fost derivat de la un compus similar prin intermediul unei reacții chimice.
În trecut, termenul era folosit și pentru a face referire la un compus care în mod imaginar poate să se obține dintr-un alt compus, dacă un atom sau o grupă de atomi este înlocuită cu un alt atom sau grup de atomi.
În biochimie, termenul este utilizat pentru acei compuși care cel puțin la nivel teoretic pot fi formați dintr-un precursor.